# Sunqitun
Sunqitun (kinesiska: 孙旗屯, 孙旗屯乡) är en socken i Kina. Den ligger i provinsen Henan, i den centrala delen av landet, omkring 120 kilometer väster om provinshuvudstaden Zhengzhou. Antalet invånare är 40 396. Befolkningen består av 20 298 kvinnor och 20 098 män. Barn under 15 år utgör 19,0 %, vuxna 15-64 år 73 %, och äldre över 65 år 7,0 %.
Genomsnittlig årsnederbörd är 659 millimeter. Den regnigaste månaden är september, med i genomsnitt 135 mm nederbörd, och den torraste är december, med 4 mm nederbörd.